# 可愛いだけじゃダメかしら
可愛いだけじゃダメかしら（Toxic Affair）は1993年のフランス映画。

## 概説
イザベル・アジャーニ主演のラブコメディ。自身の遍歴を兼ねたセルフパロディ的要素のあるもので、自身が失恋から立ち直るまでを描いたものだという。男運の無い美人モデルで実年齢よりも約15歳も下回る役をやったにもかかわらず、全く違和感を与えない事も話題になっていた。なお日本のテレビ朝日系列で1999年に放送されていたテレビドラマ『可愛いだけじゃダメかしら?』とは無関係である。

## あらすじ
美人でキュートなモデルのペネロープ（アジャーニ）は付き合っていた彼から突然別れを告げられ、仕事にも支障をきたし精神科医でカウンセリングを受ける始末。プレイボーイの彼氏（E・ジラルド）に振られたショックが予想外に大きかった。そんなペネロープの元彼を吹っ切れるまでの怒濤の3日間が始まったが…。

## スタッフ
- 監督：フィロメーヌ・エスポジト（フランス語版）
- 製作：ミシェル・セイドゥー
- 脚本：フィロメーヌ・エスポジト
- 撮影：ピエール・ロム（フランス語版）
- 音楽：ゴラン・ブレゴヴィッチ

## キャスト
- イザベル・アジャーニ
- イポリット・ジラルド
- ミシェル・ブラン
- ファブリス・ルキーニ
- セルジオ・カステリット
- クレマンティーヌ・セラリエ（フランス語版）